# Batalha de Isandhlwana

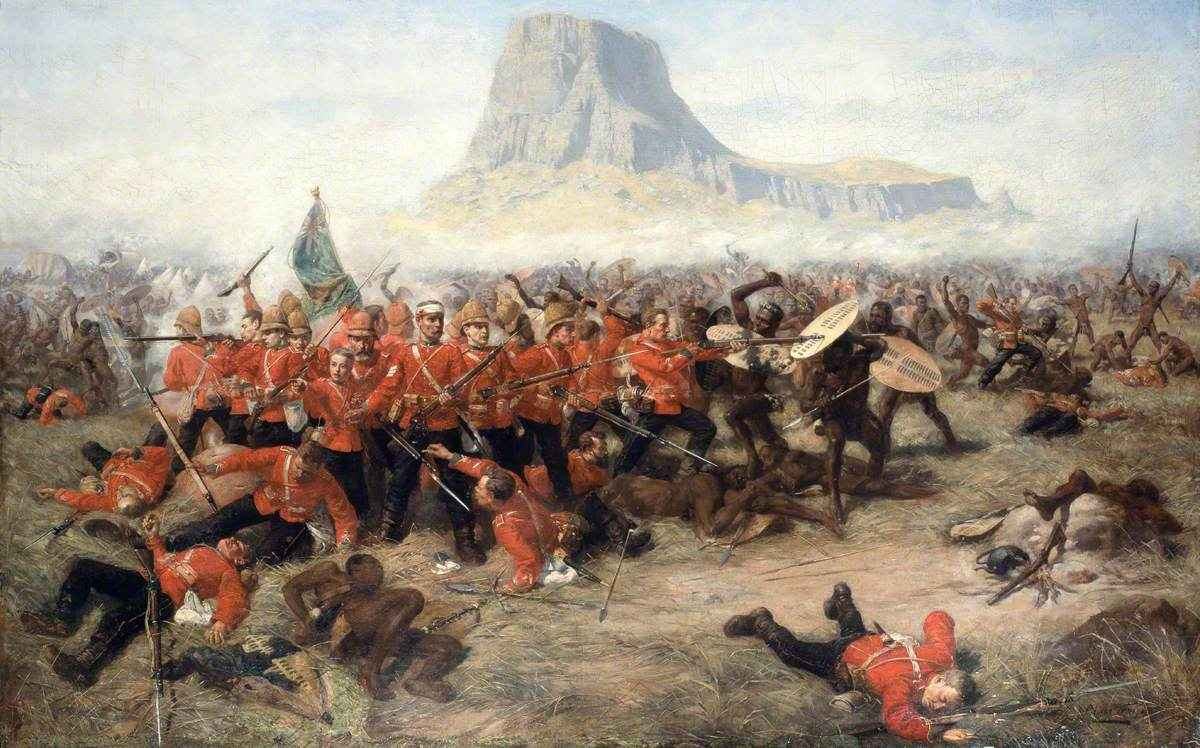
Batalha de Isandhlwana. Óleo sobre tela de Charles Edwin Fripp (1885)

Batalha de Isandlwana (grafia alternativa: Isandhlwana), em 22 de janeiro de 1879, foi o primeiro grande combate  da Guerra Anglo-Zulu, entre o Império Britânico e o Reino Zulu. Onze dias depois que os britânicos começaram a invasão da Zululândia na África do Sul, uma força zulu de cerca de 20 mil guerreiros atacou uma parte da coluna principal britânica constituída por cerca de 1 800 soldados (coloniais e nativos) e talvez cerca de 400 civis. Os zulus estavam equipados principalmente com lanças de ferro (azagaias) e escudos tradicionais, mas também tinham um número significativo de espingardas e rifles antigos, embora eles não tivessem sido formalmente treinados para utilizar este tipo de armamento.
As tropas britânicas e coloniais dispunham das armas mais modernas da época: rifles Martini-Henry e uma artilharia de montanha composta por dois canhões de 76 mm implantados como canhões de campanha, bem como uma bateria de foguetes. No entanto, apesar da grande desvantagem tecnológica, os zulus dominaram o inimigo, graças à sua superioridade numérica e falhas de liderança e táctica do lado dos soldados britânicos. O exército britânico perdeu mais de 1 300 soldados e o exército Zulu perdeu cerca de mil homens.
A batalha foi uma vitória decisiva para os zulus e causou a derrota da primeira invasão britânica da Zululândia. O exército britânico sofreu sua pior derrota contra um inimigo indígena e com uma tecnologia muito inferior. A Batalha de Isandlwana acabou por fazer com que os britânicos tomassem uma abordagem muito mais agressiva na Guerra Anglo-Zulu, o que culminou em uma segunda invasão fortemente armada e na destruição das esperanças do rei Cetshwayo de uma paz negociada com os europeus.